# Smermisia parvoris
Smermisia parvoris är en spindelart som beskrevs av Miller 2007. Smermisia parvoris ingår i släktet Smermisia och familjen täckvävarspindlar. Inga underarter finns listade i Catalogue of Life.